# 전자기 상호작용

전자기 상호작용(電磁氣相互作用, electromagnetic interaction)은 대전된 입자 (렙톤과 쿼크 등) 사이의 기본 상호작용이다. 힘을 운반하는 입자는 광자(γ)이다. 네 개의 기본 상호작용 가운데 (강한 상호작용 다음으로) 두 번째로 세며, 또한 장거리에 작용하는 두 개의 기본 상호작용 가운데 하나다. (다른 하나 장거리 상호작용은 중력이다.)

## 방향
플레밍의 왼손법칙

## 세기
- 도선에서 작용하는 전자기력

{\displaystyle F=BIl\sin \theta } (B: 자기장의 세기, I: 전류의 세기, l: 도선의 길이, θ: 자기장과 전류가 이루는 각)
- 점입자에서 작용하는 전자기력(로런츠 힘)

{\displaystyle F=qv\times B+qE} (q: 입자의 전하, v: 입자의 속도, B: 자기장의 세기, E: 전기장의 세기)